# Herkules-torony
A Herkules-torony (spanyolul Torre de Hércules) egy 2000 éves, ma is működő világítótorony Spanyolországban, A Coruña fő nevezetessége. Az UNESCO Világörökség Bizottság a spanyolországi Sevillában 2009. június 22-30. között tartott. 33. ülésszakán vette fel kulturális helyszínként a világörökség listájára.
A tornyot a rómaiak építették Farum Brigantium néven az 1. században világítótoronynak és iránypontnak a mai A Coruña kikötőjének bejáratánál, egy 57 m magas sziklaplatón. A jelenleg 55 m magas építmény három, szintenként csökkenő alapterületű emeletre osztható, közülük az alsó szerkezete nagyjából azonos az egykori római világítótoronyéval. 1990-ben egy ásatás rögtön a torony alapzata mellett kis, négyszögletes római építmény alapjait hozta napvilágra. A világörökségi helyszín emellett magában foglalja a Monte dos Bicos vaskori sziklafaragványainak „szoborparkként” védett együttesét, továbbá egy muszlim temetőt is.
Ez az egyetlen olyan, görög-római kori antik világítótorony, amely legalább részben őrzi eredeti szerkezetét, és a funkció folyamatosságát is.
A toronyról a középkortól a 19. századig számos legenda született a nép ajkán. 